# 阿部優貴子
阿部 優貴子（あべ ゆきこ、1990年〈平成2年〉9月4日 - ）は、フリーアナウンサーで、元CBCテレビのアナウンサー。愛称は『あべゆき』。

## 来歴・人物
東京都出身。学習院女子中・高等科、学習院大学経済学部を卒業後、2013年4月にCBCのアナウンサーとして入社（同期入社のアナウンサーは江田亮）。趣味は買い物、映画・舞台鑑賞、時短料理。特技はクラシックバレエ、ダンス。身長は163cm。
大学在学中は「ミス学習院2011グランプリ」に選出されたほか、 遅くとも2010年春頃からセント・フォース（当時のスプラウト部門、現在のスプラウト社）に所属していたこともある。また、中学時代にはクラシックバレエ部に所属。
2016年9月30日をもってCBCを退社することを9月24日放送の『なるほどプレゼンター!花咲かタイムズ』で本人が発表した。同時に同日の放送で花咲かタイムズの出演も最後となった。
2016年10月よりフリーアナウンサーとしてセント・フォースに復帰。2017年1月よりBS日テレの報道番組『深層NEWS』の月曜～木曜担当のサブキャスターとして登板。
後藤晴菜（日本テレビアナウンサー）や、笹川友里（元TBSアナウンサー）、モデルの松原汐織と仲が良く、松原の結婚式では司会を務めていた。
2018年9月結婚。2021年3月に第一子の長女を出産。
自身の30歳の誕生日にYouTubeチャンネル「あべゆきチャンネル」を開設。
早稲田大学大学院経営管理研究科（早稲田大学ビジネススクール）を修了している（MBA）。
後にフリーアナウンサーからベンチャーキャピタル業界への転職を報告し、現在は文化人セクションのセント・フォースゾーンに転籍している。

## 過去の担当番組

### CBC在籍時の出演番組
- なるほどプレゼンター!花咲かタイムズ（CBCテレビ、2014年4月5日 - 2016年9月24日）
- 北野誠のズバリ（CBCラジオ、水曜日アシスタント、2014年4月 - 2016年12月28日）
- 本能Z（CBCテレビ）

### フリー転向後の出演番組
- 深層NEWS（BS日テレ、月 - 木曜日、畑下の代理、2017年1月4日 - 2018年3月29日）
- バラいろダンディ（東京MXテレビ、月 - 木アシスタント、2018年10月1日 - 2019年9月26日）